# Spasenie
«Spasenie» — белорусская группа христианского и поп-рока из Бреста, которая была образована в 1989 году.

## История
Группа была создана в августе 1989 года, когда вокруг гитариста, скрипача, саксофониста (молодые музыканты давали импровизированный концерт в центральном парке города Бреста) стихийно собралось около 150 человек. Парни просто играли музыку и вдруг, завершив одну из песен, услышали позади себя аплодисменты. Впечатлённые этим участники поняли, что нужно собираться в группу.
В том же году парни начали репетировать, писать первые песни и уже через несколько месяцев их пригласили на гастроли по Якутии.
В 2006 году группа к своему семнадцатилетнюю дала крупный концерт с оркестром во Дворце Республики, запись которого была издана на DVD-диске «17 Live».
Особенностью коллектива является то, что музыку пишет не один человек, а все.
Группа очень часто ездила на гастроли за границу: музыканты с выступлениями посетили страны Балтии, Украину, Румынию, Польшу, Германию, Канаду, Россию, США, Великобританию, Южную Корею, ЮАР и другие регионы.
Своё тридцатилетие группа отпраздновала большим концертом с оркестром 3 августа 2019 года на площади Ленина в Бресте.

## Название группы
Название «Spasenie» (рус. Спасение) пришло в голову участникам тогда ещё безымянной группы в начале 90-х годов XX века, когда парни ехали в поезде в тур по Якутии, и свидетельствует, что музыка для них и есть спасение. «Бог дал каждому дар, талант и призвание. И для человека есть настоящее спасение найти все это», — обстоятельно рассказывал про выбор названия Ольге Самусик из «Музыкальной газеты» фронтмен Игорь Муха в 2005 году.

## Языковой вопрос
Первые 15 лет своего существования группа была исключительно русскоязычной, но с выходом альбома «Crossing the Jordan» английского языка в её творчестве стало значительно больше. Вокалист Игорь Муха так отвечал на вопрос о языках от Ольги Самусик из «Музыкальной газеты»: «Мы ведь живем в Бресте. Это фактически граница. Ей присуще смешение языков. Очень много слов из украинского, польского… Не было никогда ни чистого белорусского, ни русского. Поэтому мы раньше пели не на родном языке, а по-русски. Хотя я признаю бесспорную мелодичность белорусского. Английский же тоже очень музыкально гибкий. Если сравнивать его с русским, то на последнем петь сложнее из-за всех этих буквосочетаний „бр“, „стр“ и т. д. Поэтому нам перейти было совсем не сложно».

## Социальная активность
Группа проводит для групп фестиваль-конкурс рок-музыки «X-Star» (с 2005 года), а также организует ежегодный большой молодёжный концерт в Бресте под названием «Город света» (с 2009 года). Также участники выступают против абортов.
В 2019 году группа вместе с Национальной академией наук Беларуси подготовила и запустила экскурсионный маршрут «Брест — город Библии».

## Дискография

### Альбомы
- Хабаровский край (1992)
- Возвращение домой (мюзикл) (1992)
- Старые песни (1992)
- Мой Бог скала (1993)
- Только Ты (1995)
- Человек без зубила (1997)
- Бьют часы (1998)
- Exit (1999)
- Летит безжалостное время (2000)
- … а Солнце за кормой (2001)
- Еврейский альбом (2001)
- Без слов о том же (с участием Игоря Рудого) (2003)
- Кардиограмма (2003)
- Crossing the Jordan (с участием Тима Спренси и Бекки Шарп) (2004)
- Acoustic (2007)
- Spasenie (2009)
- Reboot (с участием Брайана Мантри) (2011)
- Вечные слова (2012)

### Компиляции
- 10 лет, The Best (1999)

### Концертные DVD
- 17 Live (2007)

### Участие в сборниках
- Серебряный граммофон (2006) (ОНТ), трек «Плачет небо»[14].
- Первый интернационал[бел.] (2006) (Vigma), трек «The Word Was Spoken».
- Золотая 20: зима 2007 (2006) (West Records), трек «Плачет небо»[14].

### Клипы
- Никто кроме Тебя
- Расстояние (2003)
- На метр от земли (2004)
- Плачет небо / The Word Was Spoken (2005)
- Осень
- Странные сны

## Награды и номинации
2006 год — премия Альфа Радио «Золотое ухо».
2009 год — номинация в конкурсе «Just Pain Folks Music Awards» за песню «… а Солнце за кормой».
2009 год — номинация «За вклад в развитие музыки» на Ежегодной Премии Евангельской Музыкальной Ассоциации.
2010 год — фестиваль «Радио Брест» «Знай Наших — 3»: лучшая группа, лучший фронтмен (Игорь Муха).
2019 год — Почётная грамота Брестского городского Совета депутатов.

## Участники
| - Игорь Муха — вокал, саксофон, акустическая гитара (1989—) - Павел Шельпук — вокал, скрипка, гитара, бас-гитара (1989—) - Пётр Семенюк — клавишные, вокал (1989—) - Майк Чоби — бас-гитара - Дмитрий Голодко — соло-гитара | Автор текстов - Александр Борисюк – гитара (1989—) Техник звука - Андрей Ковальчук Бывшие участники и гастрольные музыканты Татьяна Шельпук (вокал, клавишные), Вадим Семенюк (ударные), Виталий Калежинский (ударные), Ежи Хайчук (ударные), Александр Манецкий (ударные), Дейв Гир (ударные), Леонид Борисевич (соло-гитара), Василий Машлякевич (бас-гитара), Станислав Янчин (бас-гитара), Дмитрий Броновицкий, Андрей Клещов, Денни Плэтт, Брайан Мантри и др.. |

## Полезные ссылки
- Официальный сайт